# Victor Linart
Victor Linart (ur. 26 maja 1889 w Floreffe, zm. 23 października 1977 w Verneuil-sur-Avre) – belgijski kolarz torowy i szosowy, ośmiokrotny medalista torowych mistrzostw świata.

## Kariera
Pierwszy sukces w karierze Victor Linart osiągnął w 1908 roku, kiedy zajął trzecie miejsce w klasyfikacji generalnej Ronde van Limburg. W 1913 roku został mistrzem kraju i Europy w wyścigu ze startu zatrzymanego, a w 1920 roku zdobył srebrny medal w tej samej konkurencji na torowych mistrzostwach świata w Antwerpii, ulegając jedynie Francuzowi Georges'owi Sérèsowi. W wyścigu ze startu zatrzymanego Linart zdobył jeszcze siedem medali: złote na MŚ w Kopenhadze (1921), MŚ w Paryżu (1924), MŚ w Mediolanie (1926) i MŚ w Kolonii (1927), srebrny podczas MŚ w Zurychu (1929) oraz brązowe na MŚ w Budapeszcie (1928) i MŚ w Rzymie (1932). Linart jest pierwszym belgijskim kolarzem, który zdobył złoty medal w wyścigu ze startu zatrzymanego na mistrzostwach świata i jednym z najbardziej utytułowanych w tej konkurencji. Nigdy nie wystąpił na igrzyskach olimpijskich.